# Jeune homme de Byrsa
Le Jeune homme de Byrsa est une reconstitution anthropométrique d'un squelette retrouvé en 1994 sur la colline de Byrsa à Carthage en Tunisie. Le mobilier funéraire retrouvé permet une datation de la tombe au VIe siècle av. J.-C. Les restes font l'objet d'un séquençage de son génome, dont les résultats sont dévoilés en mai 2016.

## Squelette

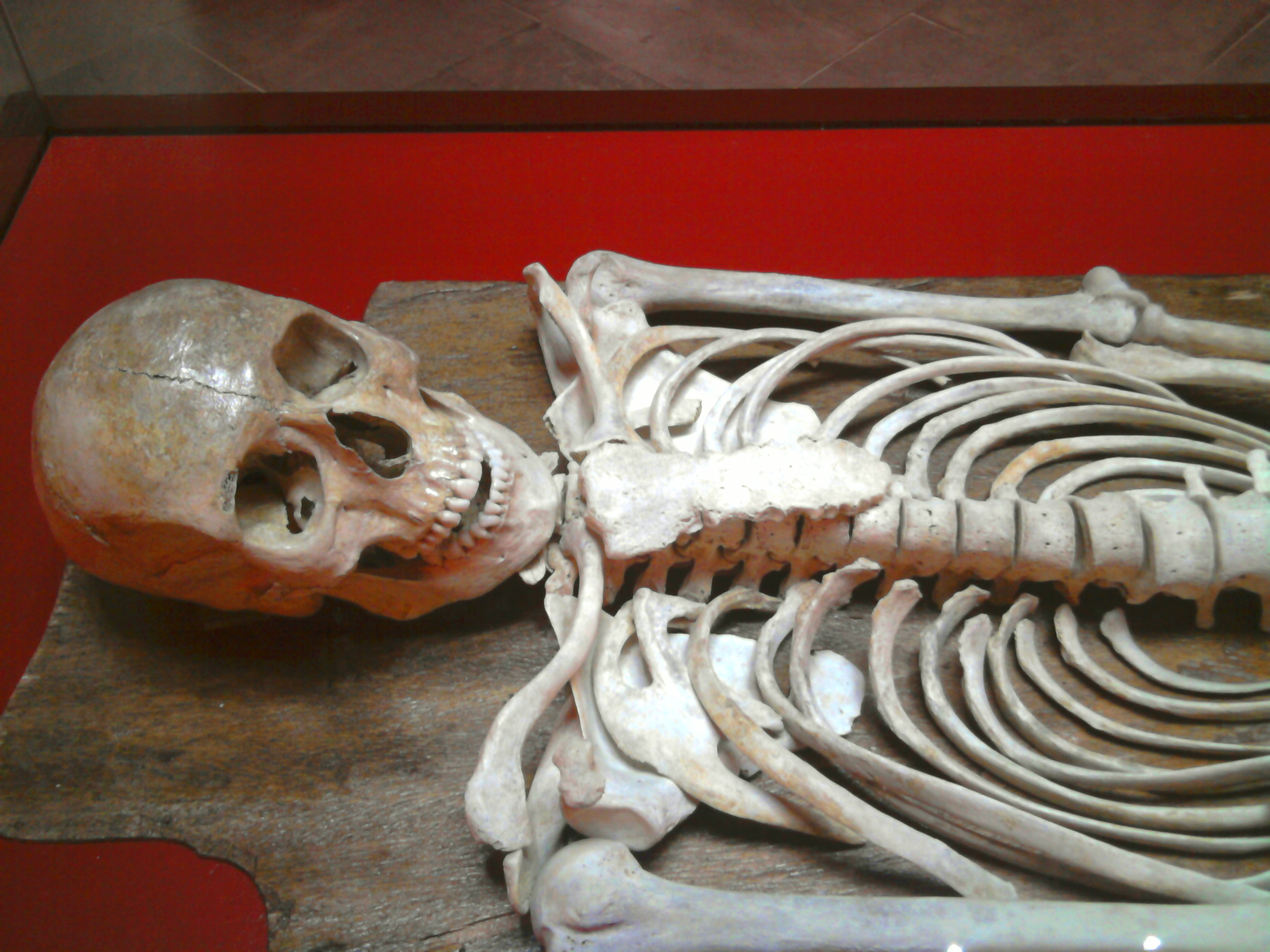
Squelette.

Le squelette a été découvert de manière fortuite en 1994 par l'archéologue français Jean-Paul Morel à la suite du désir du conservateur du musée national de Carthage de planter un arbre à l'entrée du musée. Les fouilles ont permis de retrouver le squelette au fond d'une tombe à puits de 4,7 mètres de profondeur, la chambre funéraire comportant deux fosses couvertes par des dalles de fermeture dont une seule fosse a été occupée.
Grâce vraisemblablement aux matériaux de construction de la tombe, le squelette est retrouvé en très bon état de conservation, étendu en position couchée sur le dos, les mains croisées en avant du bassin, la tête retournée vers le côté droit. Le matériel céramique retrouvé dans la tombe a permis de la dater du VIe siècle av. J.-C. ; du matériel funéraire a également été retrouvé et comporte une gemme scarabée en calcédoine incolore illustrant un athlète agenouillé en position de course tenant une fleur de lotus, une pyxide en ivoire, un chapelet d'une vingtaine d'amulettes de type égyptien, deux amphores, une lampe phénicienne, les os d'une oie sacrificielle, dix cabochons en ivoire ayant servi probablement de décor à une boîte en bois et un bout de lin, probablement les restes d'un linceul ou d'un vêtement.
Le squelette est exposé dans un premier temps dans le premier étage du musée de Carthage.

## Reconstitution

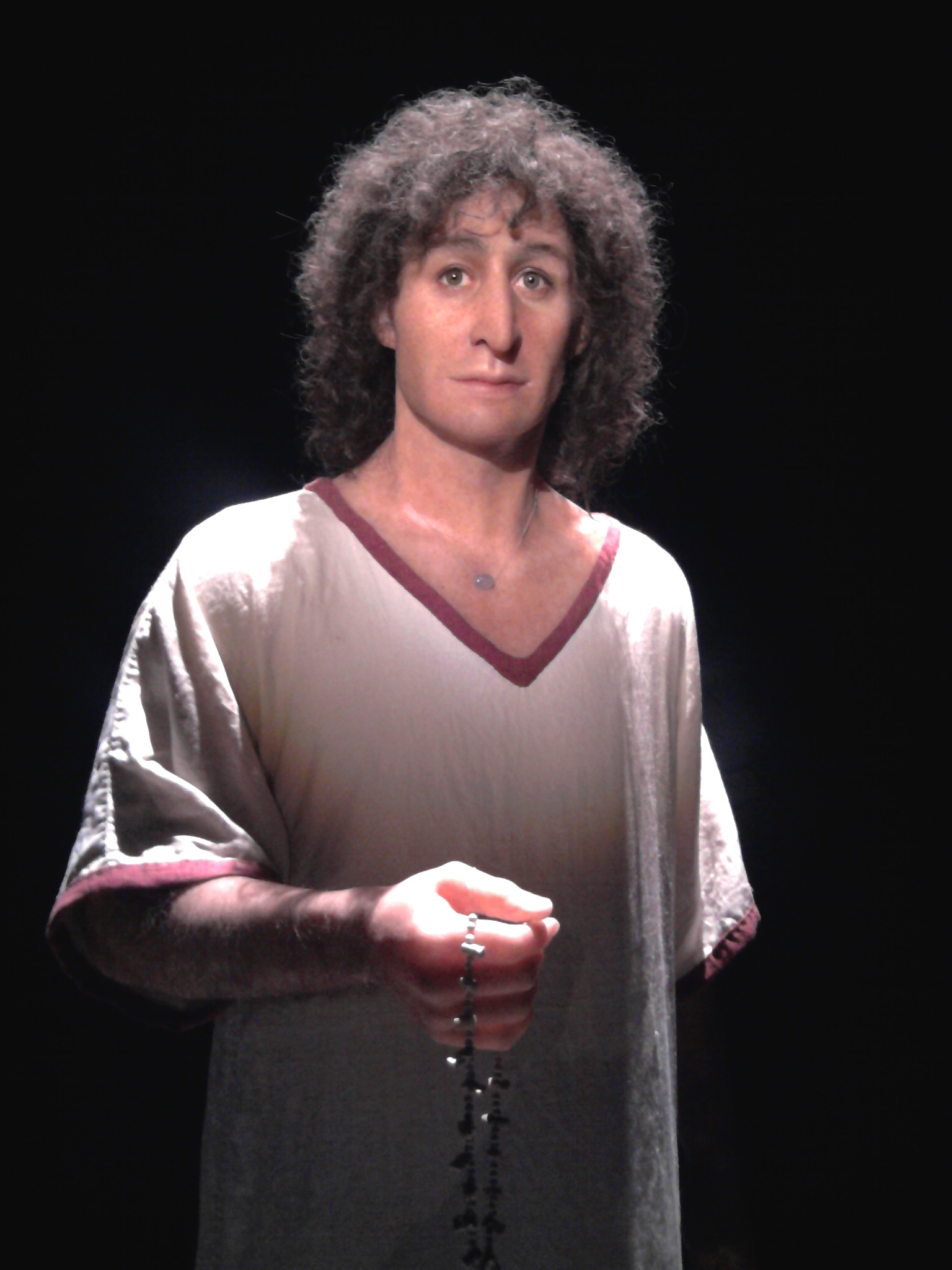
Reconstitution du jeune homme.

Selon l'étude anthropologique menée par le professeur Sihem Roudesli-Chebbi, il s'agit d'un individu de sexe masculin, âgé de 19 à 24 ans, « robuste et d'une belle stature d'environ 1,70 m, présentant un crâne plutôt long, un front large, une face relativement étroite, un orifice nasal fin, des orbites hautes, et une région mentonnière plutôt carrée », des caractères qui selon l'anthropologue correspondent à un Carthaginois « de type europoïde, encore appelée caucasoïde, et plutôt même hispanique »
À l'initiative et via la collaboration de plusieurs partenaires tunisiens et français (ICOM Tunisie, Institut national du patrimoine, Agence de mise en valeur du patrimoine et de promotion culturelle et Institut français de coopération), le squelette bénéficie d'une dermoplastie menée par Élisabeth Daynès, dermoplasticienne, spécialiste des reconstitutions à partir des restes osseux tels ceux de l'homme de Néandertal, Lucy et Toutânkhamon. 
Le Jeune homme de Byrsa est présenté dans le cadre d'une exposition temporaire au musée national de Carthage, entre octobre 2010 et juillet 2011, dans une aile qui lui a été aménagée. Elle comporte une salle pour le squelette et le matériel funéraire, une salle dans laquelle est exposée le jeune homme vêtu d'une tunique blanche, gansée de pourpre et chaussé de spartiates grecques, portant un pendentif et un chapelet, et une troisième salle de projection vidéo reprenant les étapes de la dermoplastie.
À l'initiative du ministre de la Culture Abderraouf El Basti, l'homme de Byrsa a été rebaptisé Ariche (homme désiré).